# Saint-Alban (Ain)
Saint-Alban egy település Franciaországban, Ain megyében. Lakosainak száma 195 fő (2022. január 1.). Saint-Alban Ceignes, Cerdon, Challes-la-Montagne, Labalme és Poncin községekkel határos.

## Népesség
A település népessége az elmúlt években az alábbi módon változott:
| Lakosok száma | 138  | 119  | 122  | 175  | 168  | 175  | 178  | 187  | 192  | 195  |
|               | 1968 | 1982 | 1990 | 2006 | 2013 | 2015 | 2017 | 2019 | 2020 | 2022 |